# Elfriede Schirrmacher
Elfriede Schirrmacher (* 30. Oktober 1894 in Kiel; † 15. November 1978) war eine deutsche Archivarin und Autorin. Ihr größtes Verdienst war der Wiederaufbau des Stadtarchivs in Frankfurt (Oder) nach dem Zweiten Weltkrieg.
Elfriede Schirrmacher, Tochter eines kaiserlichen Marineoffiziers, kam bereits 1903 nach Frankfurt (Oder). 1916 begann sie als Hilfsarbeiterin, ein Jahr darauf als Volontärin ihre Tätigkeit in der Stadtbücherei. Sie bildete sich autodidaktisch weiter, betreute u. a. auch die Bücherei der Kleist-Gesellschaft und baute von 1940 an eine besondere wissenschaftlich-heimatkundliche Abteilung in der Stadtbücherei auf. So entstand ein stadt- und universitätsgeschichtlicher Spezialbestand von fast 20.000 Bänden.
Vor dem Anrücken der Front musste sie die Stadt verlassen, kehrte jedoch bereits im Oktober 1945 von Neuruppin nach Frankfurt (Oder) zurück. Sie bekam von der Stadtverwaltung den Auftrag, die durch das Chaos der Nachkriegszeit massiv gefährdeten Akten zu sammeln und vor der Vernichtung zu retten. Um den komplizierten konservatorischen Aufgaben gewachsen zu sein, machte Elfriede Schirrmacher 1948 ein Praktikum im Preußischen Geheimen Staatsarchiv in Berlin-Dahlem. Im Oktober 1951 unterzog sie sich im Deutschen Zentralarchiv in Potsdam der Prüfung für Diplomarchivare und schloss mit dem Gesamtprädikat „Sehr gut“ ab.
Elfriede Schirrmacher war auch führend am Wiederaufbau der Frankfurter Kleist-Gedenkstätte beteiligt.
Als im Januar 1962 weitere historische Frankfurter Aktenbestände aus Polen zurückkamen, wurden diese von ihr gesichtet und neu katalogisiert. Sie publizierte die Gesamtübersicht der Archivbestände und erhielt von der Stadtverordnetenversammlung 1966 den Titel „Stadtarchivdirektorin“ verliehen. 1976 wurde Elfriede Schirrmacher während der Festveranstaltung zur Eröffnung des neu restaurierten Archivgebäudes in den Ruhestand verabschiedet.

## Schriften
- Geschichte des Stadtarchivs Frankfurt (Oder). Frankfurt (O.) 1968
- Das Stadtarchiv Frankfurt (Oder) und seine Bestände. Frankfurt (O.) 1972
- Frankfurt (Oder). Aus sieben Jahrhunderten Stadtgeschichte. Frankfurt (O.) 1974
- Das Stadtarchiv Frankfurt (Oder). Vergangenheit – Gegenwart – Zukunft. Frankfurt (O.) 1977